# (1728) Goethe Link
(1728) Goethe Link – planetoida z pasa głównego asteroid okrążająca Słońce w ciągu 4 lat i 39 dni w średniej odległości 2,56 au. Została odkryta 12 października 1964 roku w Goethe Link Observatory (w ramach programu Indiana Asteroid Program) w Brooklynie w stanie Indiana. Nazwa planetoidy pochodzi od fundatora tego obserwatorium, doktora Goethego Linka. Przed nadaniem nazwy planetoida nosiła oznaczenie tymczasowe (1728) 1964 TO.